# North Fork Payette River
Der North Fork Payette River ist der rechte Quellfluss des Payette River im Osten des US-Bundesstaates Idaho.
Der Fluss entspringt in den Salmon River Mountains. Er fließt durchweg in südlicher Richtung. Am Oberlauf befindet sich der Upper Payette Lake. Später durchfließt der North Fork Payette River den Payette Lake, an dessen Südufer die Ortschaft McCall liegt. Der Fluss durchquert anschließend das 80 km lange Long Valley, ein 440 m hoch gelegenes von Bergketten eingeschlossenes breites Becken. Am Südende des Hochtals wird der Fluss bei Cascade vom Cascade Dam zum 122 km² großen Lake Cascade aufgestaut. Im Unterlauf durchschneidet der North Fork Payette River auf einer Strecke von 40 km das Gebirge. Dieser Flussabschnitt ist beliebt bei Wildwasser-Kanuten und Kajakfahrern. Der Idaho State Highway 55 folgt ab McCall dem Flusslauf bis zur Vereinigung mit dem South Fork Payette River nahe Banks. Der 182 km lange North Fork Payette River entwässert ein Areal von 2384 km². Der mittlere Abfluss des North Fork Payette River beträgt 36 m³/s. Der Juni ist der abflussstärkste Monat.